# Percy Rings
Percy Rings (* 30. Dezember 1901 in Riga; † 18. Januar 1994 in Füssen) war ein in Füssen lebender Maler, Grafiker und Bildhauer deutsch-baltischer Herkunft.

## Leben
Percy Rings stammte aus einer deutsch-baltischen Familie, die nach dem Ersten Weltkrieg von Riga wegzog. Er studierte an der Kunstakademie in Riga, an der Académie Colarossi in Paris und an der Kunstakademie Düsseldorf unter Heinrich Nauen. 1940 zog er nach München und studierte an der Akademie der Bildenden Künste. Sein Münchner Atelier wurde bei einem Luftangriff zerstört. 1945 zog Rings nach Hopfen bei Füssen.
1951 stellte ihm die Stadt Füssen ein Atelier und eine Wohnung im Bädle-Trakt des ehemaligen Klosters St. Mang zur Verfügung. Rings stellte seine Werke unter anderem in Riga, München, Augsburg, Rom und Monte Carlo aus, wo er 1969, 1970 und 1971 mit dem Diplôme d’Honneur der Ausstellung Palme d’Or des Beaux Arts ausgezeichnet wurde. 1988 war er der erste Preisträger des Kultur- und Kunstpreises der Stadt Füssen. Rings starb 1994 und überließ über 1000 seiner Werke als Stiftung der Stadt Füssen. Er ist auf dem Füssener Waldfriedhof beigesetzt.

## Werk
Zu Rings’ frühen Werken gehören Gemälde mit Blumen- und Landschaftsmotiven sowie Porträts. Ab seiner Lebensmitte wandte er sich von der gegenständlichen Malerei ab und widmete sich der abstrakten Malerei. Er verwendete verschiedene Techniken, wie Gouachemalerei, Monotypietechnik, Lithografie und Flachreliefs in Beton. Seine abstrakten Gemälde zeichnen sich durch erdige Farben und eine kraftvolle, weiche Dynamik aus und können als Versuch interpretiert werden, klangliche Rhythmik in Bilder zu übersetzen. Meist gab er den Gemälden keine Titel, um den Betrachter nicht zu beeinflussen. Auch benutzte er oft als Rechtshänder zum Malen die linke Hand, um dadurch dem Unbewussten auf direktere Art Ausdruck zu verleihen.